# Région métropolitaine du Vale do Aço
La Région métropolitaine du Vale do Aço (Vallée de l'Acier), centre de sidérurgie, a été créée en 1998 et est composée des municipalités d'Ipatinga, Coronel Fabriciano, Santana do Paraíso et Timóteo, Il s'agit en fait d'une agglomération urbaine d'une aire de 671 km² pour environ 450.000 habitants, mais elle a été définie par la législation comme une région métropolitaine. Elle est actuellement régie par la Loi complémentaire nº 90 du 12 janvier 2006.
| - Coronel Fabriciano - Ipatinga - Santana do Paraíso - Timóteo |